# Ricardo Martínez Fondo
Ricardo Martínez Fondo (nacido el 7 de agosto de 1952 en Buenos Aires, Argentina) es un exfutbolista argentino. Jugaba de centrocampista y su primer club fue Olimpo de Bahía Blanca.

## Carrera
Comenzó su carrera en 1970 jugando para Olimpo de Bahía Blanca. Juega para el club hasta 1973. En 1974 se pasó al Defensa y Justicia, en donde se mantuvo firme hasta 1976. Ese año se pasó a Almagro. Se mantuvo en el club hasta el año 1978. Ese año se fue a España para formar parte de las filas del AD Almería. Jugó para ese equipo hasta 1982. En ese año se fue al Linares CF, en donde jugó hasta 1984. En 1985, tras su periplo por España, Ricardo regresó a la Argentina para formar parte de las filas del Defensores de Belgrano. Ese año se fue a Colón de Santa Fe. Jugó para el club hasta 1988. En 1989 se trasladó al Aldosivi, en donde se retiró en el año 1994.

## Clubes
| Club                   | País      | Año       |
| ---------------------- | --------- | --------- |
| Olimpo de Bahía Blanca | Argentina | 1970-1972 |
| Defensa y Justicia     | Argentina | 1974-1976 |
| Almagro                | Argentina | 1976-1978 |
| AD Almería             | España    | 1978-1982 |
| Linares CF             | España    | 1982-1984 |
| Defensores de Belgrano | Argentina | 1985      |
| Colón de Santa Fe      | Argentina | 1985-1988 |
| Aldosivi               | Argentina | 1989-1994 |